# Черкези в България
Днес по данни на Националния статистически институт в България около 300 души се определят като черкези.

## География и демография
В днешните територии на България черкезите са заселени по време на проведения от Русия Черкезки геноцид от 1864 – 1867 година, основно в северната част на страната и в близост до черноморските пристанища Бургас и Варна. Компактни маси са заселени в днешните области Видин, Враца, Монтана, Шумен, Добрич и Велико Търново, където черкезите създават свои села, а друга част от тях са настанени в български или турски села. В региона на Враца, Монтана и Плевен черкези са заселвани и в татарски села. В Южна България най-многобройната черкезка общност се създава в Ямболско, Бургаско и отчасти в днешната област Стара Загора.
Невъзможността на адигите да се адаптират бързо към новия климат в районите, където са заселени, води до тежки заболявания и висока смъртност. Много от семействата за няколко години просто изчезват. Освен това голяма част черкези са заселени в сухи и горещи райони на Източна Турция, където гладът взима огромни жертви.
Трудно е да бъде изчислен общият брой на черкезите, заселени на територията на България. Най-малко поради това, че вълни на преселвания е имало преди 1864 г. с различна интензивност. Много от тях се местят постоянно или се претопяват чрез бракове с други мюсюлмани (турци, татари, албанци). По различни данни на територията на страната са заселени около 25 000 – 30 000 черкезки семейства, което по приблизително оценки се изчислява на около 120 000 – 150 000 души. Константин Иречек посочва, че черкезите в България преди 1878 г. са 150 000 души, като обръща внимание на факта, че мъжкото население в Северна България сред кавказците, освен санджаците Ниш, Търново и София е 30 573 души.

## История
Турската администрация прави усилия да направи черкезите добри стопани, като им отпуска земя за обработване. От българското население се е изисквало да построи жилища на черкезите и да им даде добитък. Въпреки това кавказците се отдават на своеволия, кражби и насилия. Характерна тяхна черта си остава конекрадството и домашното робство.
По време на Априлското въстание през 1876 г. черкезите участват в башибозушките отряди и извършват много зверства над населението, в това число отвличания на деца и девойки, които продават по-късно като роби. Особено се отличават в разоряването на гр. Перущица и в преследването на Ботевата чета до самата смърт на българския революционер близо до Враца. Някои считат, че Ботев е убит именно от опитен черкезки стрелец, който успява да се промъкне незабелязано до българските позиции. В българската литература е посочен черкезкият предводител Джамбулет, който е водач на черкезката конница, сражаваща се с четата на Ботев. За черкезкия предводител е известно още, че е живял в дн. село Типченица, Врачанско, и е извършвал редица набези в околните села. В хода на сражението при Околчица Джамбулет е убит от Георги Апостолов, което предизвиква временна паника сред черкезката шайка.
През Руско-турската война черкезите са използвани от турската армия като нередовни конни части. През лятото на 1877 г. в боя за Нова Загора и село Джуранли (дн. Калитиново) от турска страна участва основно черкезка нередовна конница от селата Хасаноглу (дн. Александрово) и Отманлии (дн. Симеоново) – и двете в Ямболска област. Голяма част от убийствата и грабежите в Стара Загора през юли 1877 г., след изтеглянето на руските войски се осъществяват от черкези и други нередовни части, действащи към армията на Сюлейман паша. Черкезите участват активно в боевете за Шипка, Ловеч и Плевен. В Североизточна България не встъпват в крупни сражения, а се отдават на разбойничество и тероризиране на българското население чрез грабежи, убийства и отвличания.
В заключителната част на войната черкезки шайки, заедно с дезертирали турски войници и други башибозушки банди извършват масови погроми над българското население, отстъпвайки към Турция. Съгласно клаузите на Берлинския договор от 1878 г. черкезите е трябвало да се изселят от България. По това време почти всички черкезки семейства вече са били избягали в Турция.

## Исторически извори
- „От около 2000 мъже, жени и деца (в село Бояджик, Ямболско) само 50 избягали. Стада, черги и цялото друго имущество на селяните било отвлечено от убийците.“ (писмо от 14.06.1876 г. на английския вицеконсул в Бургас Чарлс Брофи до английския посланик в Цариград)
- „Християнски деца били отвлечени от черкези и сега са роби в черкезките села“. (Н. Тодоров, Положението, с. 312; Из доклада на английския вицеконсул от 14.06.1876 г. до английския посланик в Цариград.)
- „Там (в Плевенско и Търновско) действително се говори, че тези черкези отвличат деца от българи, загинали през последните събития.“ (Из доклада на английския консул в Русе Р. Рийд от 16.06.1876 г. до английския посланик в Цариград Х. Елиот. в Н. Тодоров, Положението, с. 316)